# Махмуд Недим-паша
Махмуд Недим-паша (тур. Mahmud Nedim Paşa, 1818 — 14 мая 1883, Стамбул) — османский государственный деятель. Два раза был Великим визирем Османской империи.

## Биография
Махмуд Недим-паша родился в 1818 году. Он был сыном бывшего генерал-губернатора Багдада Мехмеда Неджип-паши от грузинской княжны.
После службы на различных незначительных постах в администрации Османской империи, подряд был назначен на должности государственного секретаря по иностранным делам, генерал-губернатора Дамаска и Измира, министра торговли и генерал-губернатора Триполи.  В 1869 году получил пост министра юстиции и морских дел, с 1871 по 1872 и с 1875 по 1876 года занимал должность Великого визиря.
Махмуд Недим-паша был фаворитом султана Абдул-Азиза и послушным исполнителем воли монарха. Во внутренней политике придерживался консервативных позиций. Не доверял своим сотрудникам и был крайне подозрительным.  Во внешней политике находился под влиянием Николая Павловича Игнатьева, посла Российской империи в Османской империи с 1861 по 1877 год, возможно потому, что послу доверял султан. За его руссофильскую ориентацию враги дали Великому визирю прозвища «Немидов» и «Махмудов».
Его администрация проработала только год. Под давлением сторонников реформ султан отправил Махмуда Недима-пашу в отставку. В 1875 году он снова был назначен на должность Великого визиря. Но его консервативная политика, направленная против любых реформ в стране, привела к увеличению напряженности в обществе. Набиравшие силу младотурки требовали отставки Великого визиря, и он снова был отстранен от должности.
После смерти своего благодетеля, султана Абдул-Азиза был отправлен в ссылку на остров Хиос, но в том же году был помилован султаном Абдул-Хамидом II. В 1879 году получил назначение на пост генерал-губернатора в Мосул, но вскоре был назначен министром внутренних дел и служил на этом посту с 1879 по 1883 год.
Махмуд Недим-паша умер 14 мая 1883 года в Стамбуле.